# Erster Hauptsatz der Thermodynamik
Der Erste Hauptsatz der Thermodynamik beschreibt die Energieerhaltung in thermodynamischen Systemen. Er sagt aus, dass die Energie eines abgeschlossenen Systems konstant ist. Ausgehend von dieser Aussage lässt sich die Energiebilanz bilden: In einem geschlossenen System ist die Summe der inneren und äußeren Energie die Summe der am System verrichteten oder dem System entnommenen Arbeit und Wärme. Im offenen System müssen zusätzlich Volumenarbeit und mit Massenströmen zu- oder abgeführte Energien betrachtet werden. Bei stationären Prozessen und Kreisprozessen wird die Energiebilanz vereinfacht, da es keine zeitliche Änderung der Zustandsgrößen gibt.

## Geschichte
Mit der Erfindung des Thermometers war es ab dem 17. Jahrhundert möglich, Temperaturen zu ermitteln. Damit begann die Entwicklung der Wärmelehre.
Wissenschaftler, wie Robert Boyle, Edme Mariotte sowie Joseph Louis Gay-Lussac führten zahlreiche Experimente durch und formulierten empirisch Gasgesetze, die den Zusammenhang von Druck, Temperatur und Volumen eines Gases zeigen. Unter Anderen war es Amadeo Avogadro der diese ursprünglich an nahezu idealen Gasen gefundenen Gesetze auf reale Gase erweitern konnte.
1884 führte William Thomson, 1. Baron Kelvin die absolute Temperaturskala ein. Damit wurden die Gasgesetze auf eine einheitliche Temperatureinteilung gebracht und somit miteinander vergleichbar.
Der Zusammenhang von Wärme und Arbeit bestimmte am Ende des 17. Jahrhunderts die Diskussion. Zuerst setzte sich Joseph Black mit seiner Wärmestofftheorie durch. Er unterschied bereits zwischen Wärmemenge und Temperaturunterschied. Außerdem prägte er die Begriffe Wärmekapazität und latente Wärme.
Es wurde angenommen, dass es einen besonderen Stoff Calorique gäbe, um bestimmte Phänomene (z. B. den Temperaturausgleich beim Berühren von einem kalten mit einem warmen Körper) zu erklären. Bei Calorique sollte es sich um eine elastische Flüssigkeit handeln, in der sich die einzelnen Teilchen gegenseitig abstoßen und die an Körpern mit verschiedener Bevorzugung kleben bleiben sollten.
Jean Baptiste Joseph Fourier formulierte mathematische Gesetze um die Ausbreitung der Wärme zu beschreiben. Pierre Simon Laplace leitete aus der Wärmestofftheorie Zustandsgleichungen für Gase ab. Beide gelten bis heute.
James Watt und Nicolas Léonard Sadi Carnot beschäftigten sich mit dem Wirkungsgrad von Wärmekraftmaschinen. Obwohl auch Nicolas Léonard Sadi Carnot von der Erhaltung der Wärmestoffmenge ausging, fand er die korrekte Formel, die nur von den Temperaturen zweier Wärmespeicher abhängig ist.
Es blieb das Problem der Reibungswärme, die durch die Annahme eines Wärmestoffes nicht ausreichend erklärbar war. Benjamin Thomson, untersuchte die Wärmeentstehung beim Bohren von Kanonenrohren. Dabei fand er heraus, dass sich der Anstieg dieser Wärme ungefähr proportional zur mechanischen Arbeit verhält. Nach dem Paradigmenwechsel zu Gunsten der neuen Theorie, wurde der Energieerhaltungssatz umformuliert: „Bei einem thermodynamischen Prozess geht keine Energie verloren, sondern mechanische Arbeit und Wärme werden ineinander umgewandelt“ (siehe 1. Hauptsatz der Thermodynamik). Wichtige Rollen spielten hier vor allem Julius Robert Mayer, James Prescott Joule und Hermann von Helmholtz.

## Energiebilanz für das geschlossene System
Der erste Hauptsatz der Thermodynamik ist aus dem Satz der Energieerhaltung abgeleitet: Jedes System besitzt eine innere Energie {\displaystyle U}, eine extensive Zustandsgröße. Diese kann sich nur durch den Transport von Energie in Form von Arbeit {\displaystyle W} und/oder Wärme {\displaystyle Q} über die Grenze des Systems ändern. Es gilt:
{\displaystyle \qquad \mathrm {d} U=\delta Q+\delta W}
Dabei ist {\displaystyle W} die Summe aus der Volumenarbeit und der im System dissipierten Arbeit (z. B. Reibungsarbeit), {\displaystyle \delta } kennzeichnet unvollständige Differentiale (denn Wärme {\displaystyle Q} und Arbeit {\displaystyle W} sind Prozessgrößen), während {\displaystyle \mathrm {d} } vollständige Differentiale kennzeichnet (die innere Energie {\displaystyle U} ist eine Zustandsgröße).
Die Gleichung gilt für das ruhende System. Beim bewegten System kommen die äußeren Energien {\displaystyle E_{a}} (potentielle und kinetische Energie) hinzu:
{\displaystyle \qquad \mathrm {d} U+\mathrm {d} E_{a}=\delta Q+\delta W}
Die Energie eines abgeschlossenen Systems bleibt unverändert. Verschiedene Energieformen können sich demnach ineinander umwandeln, aber Energie kann weder aus dem Nichts erzeugt noch kann sie vernichtet werden.
Deshalb ist ein Perpetuum mobile erster Art unmöglich (kein System verrichtet Arbeit ohne Zufuhr einer anderen Energieform und/oder ohne Verringerung seiner inneren Energie).
Eine Einschränkung der Umwandelbarkeit von Wärme in Arbeit ergibt sich erst aus dem zweiten Hauptsatz der Thermodynamik.

## Energiebilanz für ein beliebiges offenes System
Auf das offene System angewendet, wird der erste Hauptsatz mathematisch anders formuliert. Beim offenen System fließen über die bestimmte Systemgrenze zusätzlich zur mechanischen Arbeit an der verschiebbaren Systemgrenze (Volumenänderungsarbeit z. B. am Kolben in einem Zylinder) die Verschiebearbeiten der Massenströme am Ein- und Austritt. Sie sind das Produkt aus Druck und Volumen. Statt mit der inneren Energie wird beim offenen System deshalb mit den Enthalpien bilanziert, die diesen Term enthalten. Es ist:
{\displaystyle H=U+p\cdot V} bzw. {\displaystyle h=u+p\cdot v}
Die Bilanzgleichung für ein instationäres System, bei dem sowohl Masseinhalt als auch Energieinhalt sich zeitlich ändern, lautet:
{\displaystyle {\frac {dE_{\mathrm {sys} }}{dt}}=\sum _{i}^{\ }{\dot {Q}}_{i}+\sum _{j}^{\ }{\dot {W}}_{t,j}+\sum _{e}^{\ }{\dot {m}}_{e}\cdot \left(h_{e}+g\cdot z_{e}+{\frac {1}{2}}c_{e}^{2}\right)-\sum _{a}^{\ }{\dot {m}}_{a}\cdot \left(h_{a}+g\cdot z_{a}+{\frac {1}{2}}c_{a}^{2}\right)}
Dabei ist:
{\displaystyle \qquad {dE_{\mathrm {sys} } \over dt}} die zeitliche Änderung der inneren Energie des Systems.
{\displaystyle \qquad {\dot {Q_{\mathrm {i} }}}} der Wärmestrom über die Systemgrenze.
{\displaystyle \qquad {\dot {W_{\mathrm {t,j} }}}} der Arbeitsstrom (technische Arbeit) über die Systemgrenze.
{\displaystyle \qquad {\dot {m_{\mathrm {e} }}}} der Massenstrom in das System.
{\displaystyle \qquad {\dot {m_{\mathrm {a} }}}} der Massenstrom aus dem System.
{\displaystyle \qquad h} die spezifische Enthalpie.
{\displaystyle \qquad g\cdot z} die spezifische potentielle Energie (mit {\displaystyle \qquad z} = Höhe über dem Bezugsniveau und {\displaystyle \qquad g} = Erdbeschleunigung).
{\displaystyle \qquad {1 \over 2}c^{2}} die spezifische kinetische Energie (mit {\displaystyle \qquad c} = Geschwindigkeit).

### Sonderfälle und Vereinfachungen

Energiebilanz am offenen stationären System. Es wird ein kleiner Zeitraum betrachtet, in dem die Masse mit dem Zustand 1 in das System fließt und dieses im Zustand 2 wieder verlässt. Der Massenstrom ist dann /. Die Verschiebarbeiten am Eintritt und Austritt werden jeweils mit der inneren Energie in der Enthalpie zusammengefasst.

- Geschlossenes System: {\displaystyle {\dot {m_{\mathrm {e} }}}={\dot {m_{\mathrm {a} }}}=0} (siehe oben)
- Stationärer Prozess: {\displaystyle {\dot {m_{\mathrm {e} }}}={\dot {m_{\mathrm {a} }}}={\dot {m}}} und {\textstyle {dE_{\mathrm {sys} } \over dt}=0} (siehe nebenstehendes Bild)

{\displaystyle {\dot {Q}}+{\dot {W_{t}}}+{\dot {m}}\cdot \left(h_{\mathrm {e} }-h_{\mathrm {a} }+g\cdot z_{\mathrm {e} }-g\cdot z_{\mathrm {a} }+{1 \over 2}c_{\mathrm {e} }^{2}-{1 \over 2}c_{\mathrm {a} }^{2}\right)=0}
oder:
{\displaystyle \mathrm {\dot {Q}} +{\dot {W}}_{t}={\dot {m}}\cdot \left(h_{a}-h_{e}+\Delta e_{a}\right)}
- zusätzlich adiabat (z. B. Dampfturbine): {\displaystyle {\dot {Q}}=0}

{\displaystyle P={\dot {m}}\cdot {\left(h_{a}-h_{e}+\Delta e_{a}\right)}}
Dabei ist P die Wellenleistung der Maschine. Da vom System abgegebene Energien in der Thermodynamik negativ definiert sind, wird die Leistung einer Turbine aus dieser Gleichung negativ. In der Praxis wird das Vorzeichen deshalb gewechselt. In vereinfachten Berechnungen vernachlässigt man auch die äußeren Energien. Dann lässt sich bei bekannten Zuständen am Eintritt und Austritt die spezifische Leistung direkt als Ordinatendifferenz aus dem h-s-Diagramm ablesen.

## Energiebilanz für Kreisprozesse

1. Hauptsatz für den Kreisprozess. Ein Kreisprozess kann als geschlossenes, inhomogenes System betrachtet werden, über dessen Grenze nur Wärme und Arbeit fließt. Als Beispiel ist hier ein Gasturbinenprozess mit Wärmeübertragern gezeichnet.

Da nach dem Durchlaufen eines Kreisprozesses das Arbeitsmedium zum Ausgangszustand zurückkehrt, vereinfacht sich die Bilanz. Es entfallen die zeitlichen Änderungen der Zustandsgrößen und es verbleiben die Prozessgrößen Wärme und Arbeit. Gemäß dem Zweiten Hauptsatz der Thermodynamik kann nicht nur Wärme zugeführt werden, die komplett in Arbeit umgewandelt wird, sondern es muss auch Wärme abgeführt werden. Die einfache Bilanzgleichung lautet:
{\displaystyle W_{\mathrm {Kr} }=-\oint \delta Q}
Dabei summiert das Kreisintegral alle Wärmeströme auf. Sie sind positiv, wenn sie in das System eintreten und negativ, wenn sie es verlassen. {\displaystyle W_{\mathrm {Kr} }} ist die gesamte Arbeit des Zyklus. Sie ist negativ, wenn sie abgegeben wird.
Die Beziehung wird auch oft mit den Wärmebeträgen geschrieben:
{\displaystyle W_{\mathrm {Kr} }=Q_{\mathrm {zu} }-\left|Q_{\mathrm {ab} }\right|},
wobei die Wärmeabfuhr deutlicher erkennbar wird.
Schließlich sollte auch der thermische Wirkungsgrad einer Kraftmaschine
{\displaystyle \eta _{\mathrm {th} }={\frac {{Q_{\mathrm {zu} }}-\left|Q_{\mathrm {ab} }\right|}{Q_{\mathrm {zu} }}}}
noch genannt werden, der den Nutzen (die Kreisprozessarbeit) ins Verhältnis zum Aufwand setzt (die zugeführte Wärme, die meist in Form von Brennstoff erzeugt werden muss).
Die abgeführte Wärme wird bei technischen Realisierungen in der Regel von der Umgebung aufgenommen.